# USA:s delstaters högsta domstolar
Nedan följer en lista över de högsta rättsinstanserna i USA:s delstaters rättssystem. Dessa ska inte förväxlas med USA:s högsta domstol i Washington DC.

## Bakgrund
Domstolarna i delstaterna är separata från den federala statsmaktens domstolar som enbart behandlar det hamnar under federal lagstiftning som stiftats av USA:s kongress.
Med undantag för Louisiana som delvis tillämpar Civil Law (härrörande från dess tid som fransk nybyggarkoloni) så bygger samtliga uteslutande på Common Law-traditionen från Engelsk rätt.
Dock måste delstaternas statsmakter och rättssystem överensstämma med USA:s konstitution samt i de fall då federal lag har företräde. Det går att i de mål som behandlar konstitutionella frågor eller rättigheter att överklaga till USA:s högsta domstol. I konflikter mellan två eller flera delstater är USA:s högsta domstol första instans.

## Lista

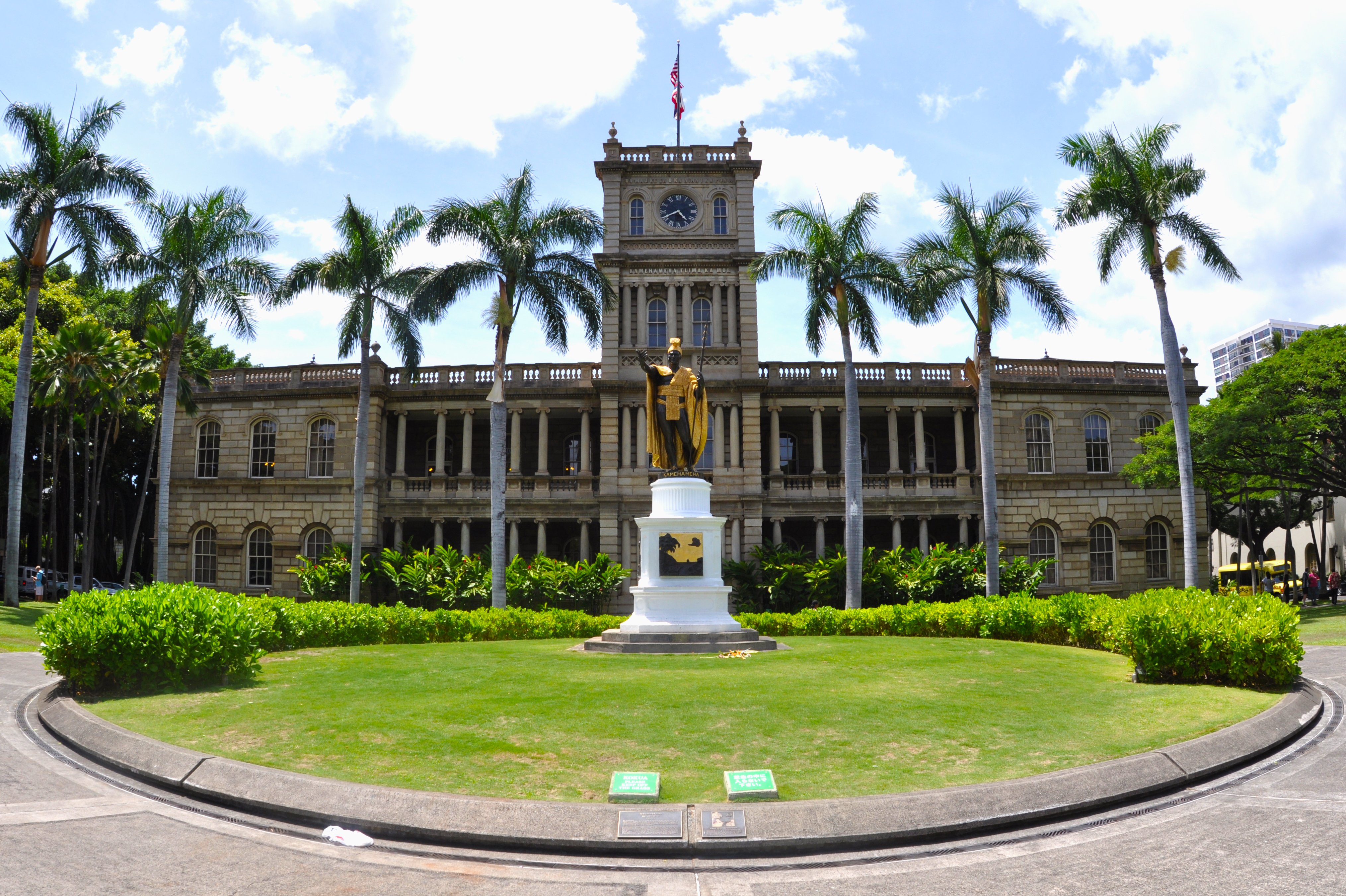
Aliʻiōlani Hale i Honolulu är säte för Supreme Court of Hawaii.

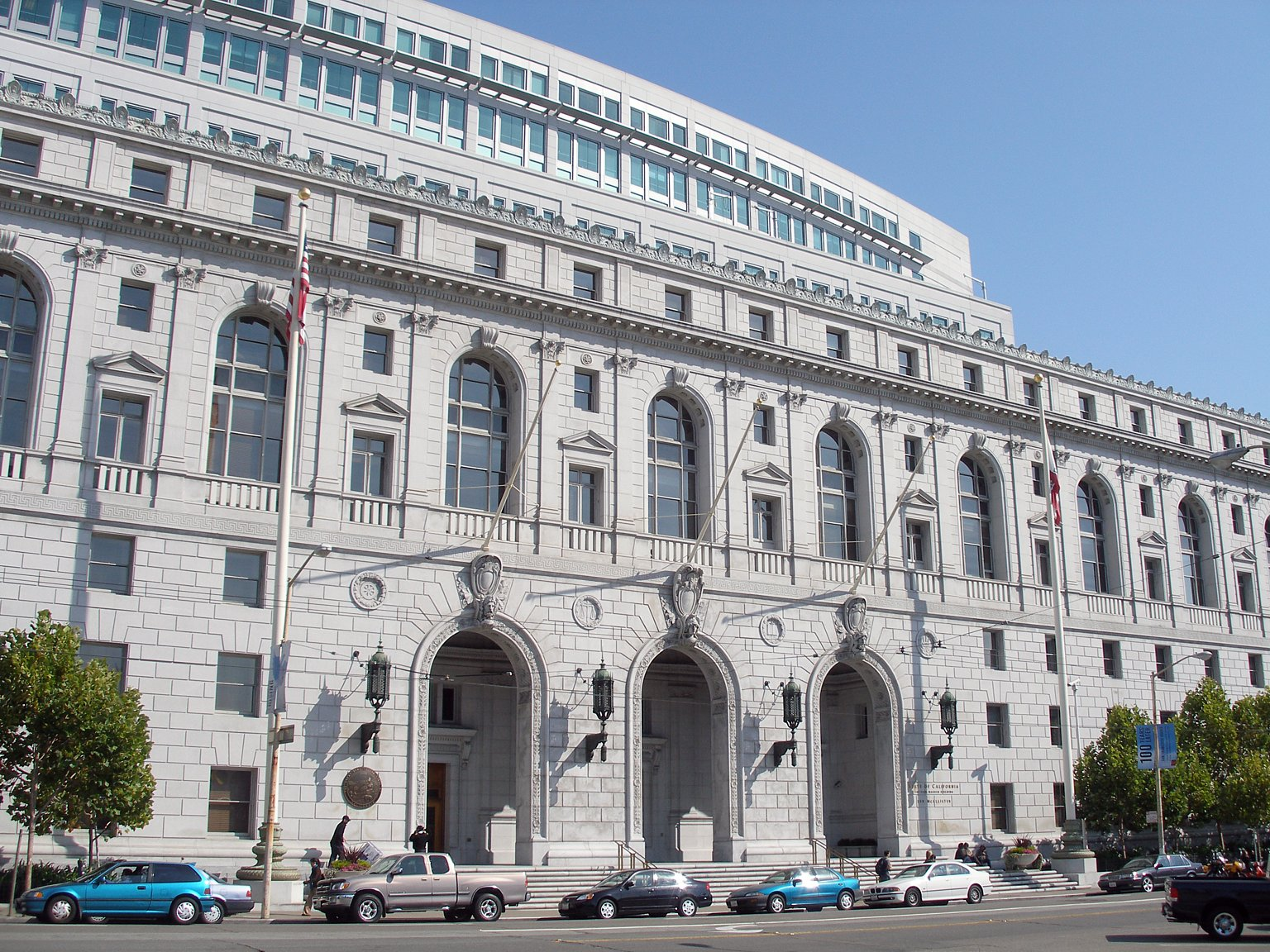
Earl Warren Building and Courthouse i San Francisco som Supreme Court of California delar med den federala appellationsdomstolen.

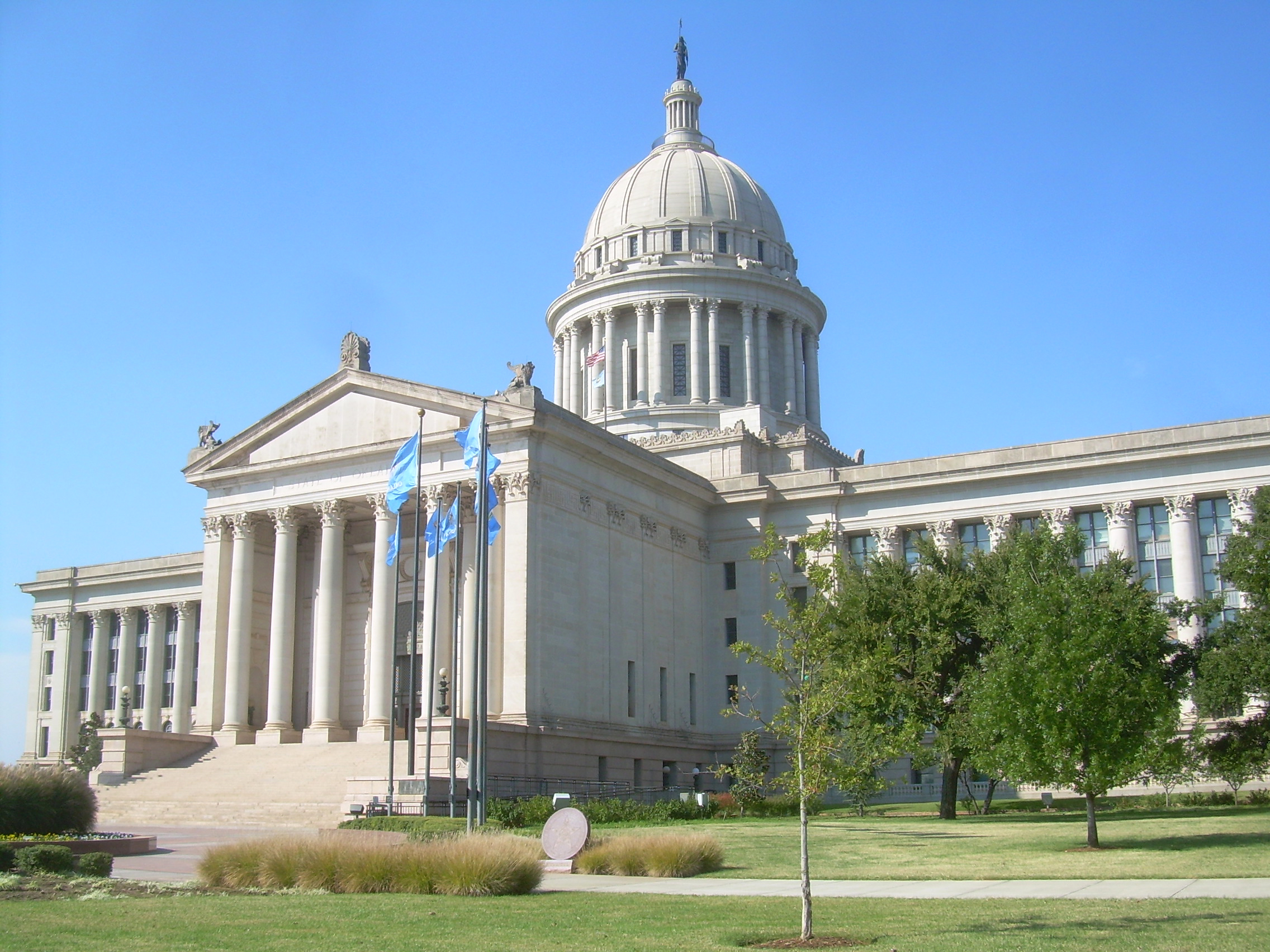
Oklahomas två högsta rättsliga instanser Supreme Court och Court of Criminal Appeals sammanträder i Oklahoma State Capitol.

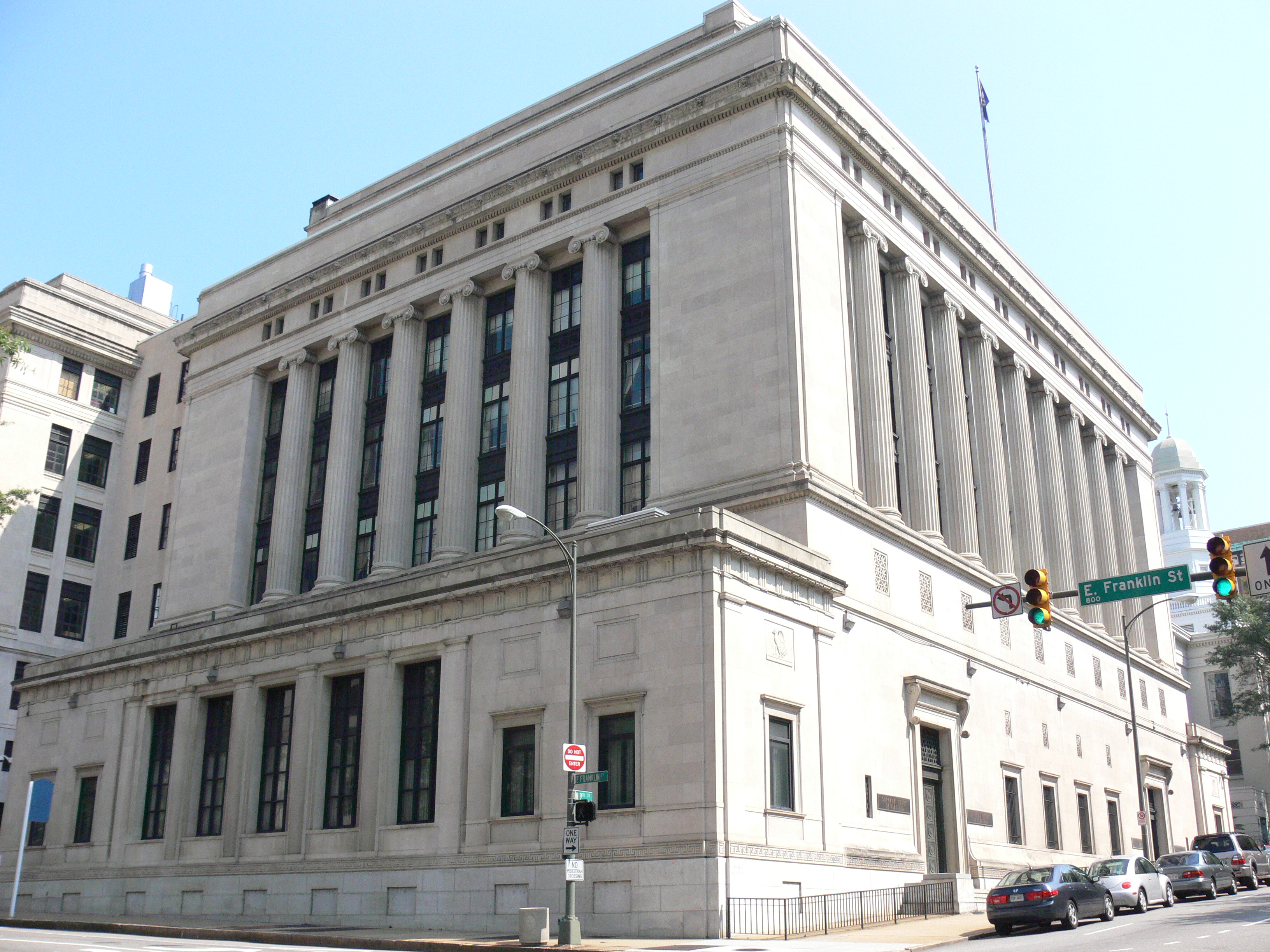
Byggnaden i Richmond där Supreme Court of Virginia har sitt säte.

Ledmöterna i delstaterna högsta domstolar tillsätts enligt olika metoder som skiljer sig från delstat till delstat, liksom deras ämbetstid. I vissa delstater är de folkvalda, i andra tillsätts de av guvernören, lagstiftande församlingen (en eller två kammare) eller en kommitté bestående av rättsligt yrkesverksamma.
Med Missouri-planen avses ett utnämningssystem som ursprungligen antogs i delstaten Missouri där ledamöterna i högsta domstolen utses av en kommitté från delstatens Bar Association (motsvarande advokatsamfund i Sverige).
Med opolitiskt vald så betyder det i regel att domarens partibeteckning eller sympatier inte finns med på valsedeln. Motsatsen, dvs politiskt vald innebär att partibeteckning framgår explicit på valsedeln.
| Delstat        | Namn                                                         | Sigill | Domare tillsätts genom                                                                | Ämbetstid (i år) | Antal ledamöter |
| -------------- | ------------------------------------------------------------ | ------ | ------------------------------------------------------------------------------------- | ---------------- | --------------- |
| Alabama        | Supreme Court of Alabama                                     |        | Partipolitiskt folkvalda                                                              | 6                | 9               |
| Alaska         | Alaska Supreme Court                                         |        | Missouri-planen                                                                       | 10               | 5               |
| Arizona        | Arizona Supreme Court                                        |        | Missouri-planen                                                                       | 6                | 5               |
| Arkansas       | Arkansas Supreme Court                                       |        | Opolitiskt folkvalda                                                                  | 10               | 7               |
| Colorado       | Colorado Supreme Court                                       |        | Missouri-planen                                                                       | 10               | 7               |
| Connecticut    | Connecticut Supreme Court                                    |        | Missouri-planen                                                                       | 8                | 7               |
| Delaware       | Delaware Supreme Court                                       |        | Utses av Delawares guvernör med bifall av Delawares senat                             | 12               | 5               |
| Florida        | Florida Supreme Court                                        |        | Missouri-planen                                                                       | 6                | 7               |
| Georgia        | Supreme Court of Georgia                                     |        | Opolitiskt folkvalda                                                                  | 6                | 7               |
| Hawaii         | Supreme Court of Hawaii                                      |        | Utses av Hawaiis guvernör med bifall av Hawaiis senat                                 | 10               | 5               |
| Idaho          | Idaho Supreme Court                                          |        | Opolitiskt folkvalda                                                                  | 6                | 5               |
| Illinois       | Supreme Court of Illinois                                    |        | Partipolitiskt folkvalda                                                              | 10               | 7               |
| Indiana        | Supreme Court of Indiana                                     |        | Missouri-planen                                                                       | 10               | 5               |
| Iowa           | Iowa Supreme Court                                           |        | Missouri-planen                                                                       | 8                | 7               |
| Kalifornien    | Supreme Court of California                                  |        | Missouri-planen                                                                       | 12               | 7               |
| Kansas         | Kansas Supreme Court                                         |        | Missouri-planen                                                                       | 6                | 7               |
| Kentucky       | Kentucky Supreme Court                                       |        | Opolitiskt folkvalda                                                                  | 8                | 7               |
| Louisiana      | Louisiana Supreme Court                                      |        | Partipolitiskt folkvalda                                                              | 10               | 7               |
| Maine          | Maine Supreme Judicial Court                                 |        | Utses av Maines guvernör med bifall av Maines senat                                   | 7                | 7               |
| Maryland       | Maryland Court of Appeals                                    |        | Utses av Marylands guvernör med bifall av Marylands senat                             | 10               | 7               |
| Massachusetts  | Massachusetts Supreme Judicial Court                         |        | Utses av Massachusetts guvernör med bifall av guvernörens statsråd                    | Livstid          | 7               |
| Michigan       | Michigan Supreme Court                                       |        | Opolitiskt folkvalda                                                                  | 8                | 7               |
| Minnesota      | Minnesota Supreme Court                                      |        | Opolitiskt folkvalda                                                                  | 6                | 7               |
| Mississippi    | Supreme Court of Mississippi                                 |        | Opolitiskt folkvalda                                                                  | 8                | 9               |
| Missouri       | Supreme Court of Missouri                                    |        | Missouri-planen                                                                       | 12               | 7               |
| Montana        | Montana Supreme Court                                        |        | Opolitiskt folkvalda                                                                  | 8                | 7               |
| Nebraska       | Nebraska Supreme Court                                       |        | Missouri-planen                                                                       | 6                | 7               |
| Nevada         | Supreme Court of Nevada                                      |        | Opolitiskt folkvalda                                                                  | 6                | 7               |
| New Hampshire  | New Hampshire Supreme Court                                  |        | Utses av New Hampshires guvernör med bifall av verkställande rådet                    | Livstid          | 7               |
| New Jersey     | New Jersey Supreme Court                                     |        | Utses av New Jerseys guvernör med bifall av New Jerseys senat                         | Livstid          | 7               |
| New Mexico     | New Mexico Supreme Court                                     |        | Partipolitiskt folkvalda                                                              | 8                | 5               |
| New York       | New York Court of Appeals                                    |        | Utses av New Yorks guvernör med bifall av New Yorks senat                             | 14               | 7               |
| North Carolina | North Carolina Supreme Court                                 |        | Opolitiskt folkvalda                                                                  | 8                | 7               |
| North Dakota   | North Dakota Supreme Court                                   |        | Opolitiskt folkvalda                                                                  | 10               | 5               |
| Ohio           | Ohio Supreme Court                                           |        | Opolitiskt folkvalda                                                                  | 6                | 7               |
| Oklahoma       | Supreme Court of Oklahoma Oklahoma Court of Criminal Appeals |        | Missouri-planen                                                                       | 6                | 9 5             |
| Oregon         | Oregon Supreme Court                                         |        | Opolitiskt folkvalda                                                                  | 6                | 7               |
| Pennsylvania   | Supreme Court of Pennsylvania                                |        | Partipolitiskt folkvalda                                                              | 10               | 7               |
| Rhode Island   | Rhode Island Supreme Court                                   |        | Utses av Rhode Islands guvernör med bifall av Rhode Islands generalförsamling         | Livstid          | 5               |
| South Carolina | South Carolina Supreme Court                                 |        | Väljs av South Carolinas generalförsamling                                            | 10               | 5               |
| South Dakota   | South Dakota Supreme Court                                   |        | Missouri-planen                                                                       | 8                | 5               |
| Tennessee      | Tennessee Supreme Court                                      |        | Missouri-planen                                                                       | 8                | 5               |
| Texas          | Supreme Court of Texas Texas Court of Criminal Appeals       |        | Partipolitiskt folkvalda                                                              | 6                | 9               |
| Utah           | Utah Supreme Court                                           |        | Missouri-planen                                                                       | 10               | 5               |
| Vermont        | Vermont Supreme Court                                        |        | Utses av Vermonts guvernör: vart sjätte år röstar Vermonts senat om de får sitta kvar | 6                | 5               |
| Virginia       | Supreme Court of Virginia                                    |        | Väljs av Virginias generalförsamling                                                  | 12               | 7               |
| Washington     | Washington Supreme Court                                     |        | Opolitiskt folkvalda                                                                  | 6                | 9               |
| West Virginia  | Supreme Court of Appeals of West Virginia                    |        | Partipolitiskt folkvalda                                                              | 12               | 5               |
| Wisconsin      | Wisconsin Supreme Court                                      |        | Opolitiskt folkvalda                                                                  | 10               | 7               |
| Wyoming        | Wyoming Supreme Court                                        |        | Missouri-planen                                                                       | 8                | 5               |